# BMW M40
BMW M40 es la denominación de un motor de gasolina de cuatro cilindros y dos válvulas por cilindro del fabricante bávaro de automóviles BMW, que reemplazó al BMW M10 a fines de la década de 1980. Fue reemplazado por sus evoluciones con 4 válvulas por cilindro M42, M43 y M44.

## Datos técnicos
El M40 es un motor de gasolina de cuatro cilindros en línea refrigerado por agua, con un bloque de hierro fundido y culata de cilindros en aleación de aluminio. Al igual que la familia de motores M20, la distancia del cilindro es de 91 mm (su predecesor, el BMW M10, tenía una distancia entre cilindros de 100 mm).
El motor tiene un cigüeñal de fundición con ocho contrapesos. El diseño de la culata es de flujo cruzado, con un árbol de levas de cinco apoyos, impulsado por correa dentada (de nuevo, característica sólo compartida con la familia de motores M20). Las válvulas, de admisión 42 mm y escape 36 mm, son accionadas mediante balancines y poseen botadores hidráulicos. La gestión motriz es comandada por una centralita Bosch Motronic M1.3, que en las siguientes evoluciones se actualizó a M1.7. El sistema incluye un convertidor catalítico y sondas de oxígeno en el escape.
Un inconveniente común a este motor es el desgaste prematuro del árbol de levas, debido al contacto permanente de los balancines con el mismo y a la ductilidad del material utilizado.

## Versiones
| Denominación | Cilindrada | Diám × Carrera | Válvulas/cil. | Compresión | Potencia 1/min        | Par motor 1/min | Régimen máx | Catalizador | Combustible | Año       |
| ------------ | ---------- | -------------- | ------------- | ---------- | --------------------- | --------------- | ----------- | ----------- | ----------- | --------- |
| M40B16       | 1596 cm³   | 84 mm × 72 mm  | 2             | 9,0:1      | 73 kW (100 PS) @ 5500 | 141 Nm @ 4250   | 6200 min−1  | Sí          | 91 ROZ      | 1988–1994 |
| M40B16       | 1596 cm³   | 84 mm × 72 mm  | 2             | 9,0:1      | 75 kW (102 PS) @ 5500 | 143 Nm @ 4250   | 6200 min−1  | No          | 91 ROZ      | 1988–1994 |
| M40B18       | 1795 cm³   | 84 mm × 81 mm  | 2             | 8,8:1      | 83 kW (113 PS) @ 5500 | 162 Nm @ 4250   | 6200 min−1  | Sí          | 91 ROZ      | 1987–1994 |
| M40B18       | 1795 cm³   | 84 mm × 81 mm  | 2             | 8,8:1      | 85 kW (115 PS) @ 5500 | 165 Nm @ 4250   | 6200 min−1  | No          | 91 ROZ      |           |

El peso de las unidades sin catalizador es del orden de 132 kg; las variantes con catalizador están en los 134 kg.

## Aplicaciones

### M40B16
- 1988–1994 E30 316i
- 1990–1994 E36 316i
- 1992–1993 Bertone Freeclimber 2

### M40B18
- 1987–1994 E30 318i
- 1988–1994 E34 518i
- 1992–1993 E36 318i